# 未来救助隊アスガード7
『未来救助隊アスガード7』（みらいきゅうじょたいアスガードセブン）は、石ノ森章太郎（当時、石森章太郎）原作の漫画。 1974年（昭和49年） - 1975年（昭和50年）にかけて学研の学習雑誌1～6年の科学に連載された。 執筆は、石ノ森の他に、細井雄二・すがやみつる等が各学年誌毎に担当。タイトルは「明日をガードする7人」から。

## 掲載誌、著者
- 1年のかがく
  - 1974年5月号-1975年3月教材　鈴木伸一
  - 1975年5月教材-1976年3月教材　石森章太郎
- 2年のかがく
  - 1974年4月号-1975年3月教材　石森章太郎
  - 1975年4月教材-1976年3月教材　石川森彦
- 3年の科学
  - 1974年4月号-1975年3月教材　ひおあきら
  - 1975年4月教材-1976年3月教材　土山よしき[注釈 1]
- 4年の科学
  - 1974年4月号-1975年3月教材　土山よしき
  - 1975年4月教材-1976年3月教材　細井雄二[注釈 1]
- 5年の科学
  - 1974年4月号-1975年3月教材　細井雄二
  - 1975年4月教材-1976年3月教材　山田五郎[注釈 1]
- 6年の科学
  - 1974年4月号-1975年3月教材　すがやみつる
  - 1975年4月教材-1976年3月教材　すがやみつる

※月刊誌であった『学習と科学』では1975年2月から、“○月号”ではなく“○月教材”という呼称を用いている。

## 設定
地球壊滅を企てる敵組織ガオスと戦うサイボーグチーム、それがアスガード7である。
敵と戦うグループヒーローという設定は、サイボーグ009・秘密戦隊ゴレンジャー・氷河戦士ガイスラッガー・GRナンバー5等、石ノ森作品によく見られる基本コンセプトである。

## ストーリー
毎月、ガオスとアスガード7の戦いが十数ページで描かれた。掲載誌が学習雑誌ということで、毎回当該学年で学習する科学的知識を盛り込んでおり、学習漫画の要素も持っている。
昭和49年版は各作家ともグループヒーロー的なストーリーだったが、昭和50年版は各学年を担当する執筆作家のそれぞれの個性が色濃く出た内容となり、ガオスとサイボーグ戦士のハードな戦いが繰り広げられるものから、ケンとロミが日常生活の中でガオスの陰謀に挑むものまで多様である。

## メンバー
7人は、各種動物を代表としたメンバーとなっている。
ケン・マナブ
人間型男性サイボーグ。チームのリーダー。名前の由来は「学研」の逆さ読み。体を細胞サイズにミクロ化できる。
ロミ・オハラ
人間型女性サイボーグ。能力はマナブと同じ。
バービー
ビーバーの姿をした哺乳類型サイボーグ。チームのマスコット的存在。
ハヤブサ
ハヤブサの姿をした鳥類型サイボーグ。飛行能力をもつ。
ニンジャー
カメレオンの姿をした爬虫類型サイボーグ。変身能力をもつ。
なお、石森が執筆した昭和50年度の『かがく 1ねんせい』版では、スカートを履いた女の子（女性）として描かれており、名前も「シノビ」となっていた。
キリキリキッド
カミキリムシの姿をした昆虫型サイボーグ。仮面ライダーが長い触角を持ったような顔をしている。最も高い戦闘能力を持つとされ、射撃の名手としての描写も多い。
マシンマン
ロボット。『人造人間キカイダー』に登場する、ハカイダーに似た顔をしている。チームのブレーンで、基地のメインコンピューターと自らの頭脳を常時リンクしている。なお、星雲仮面マシンマンとは無関係。